# Автошлях Т 1629
Автошля́х Т 1629 — колишній автомобільний шлях територіального значення в Одеській області. Проходив територією Болградського та Ренійського районів через Табаки (пункт пропуску)—Виноградівку—Орлівку. Загальна довжина — 53,8 км.

## Маршрут
Автошлях проходить через такі населені пункти:
| Автошлях Т 1629         |        |
| Одеська область         |        |
| Болградський район      |        |
| Табаки (пункт пропуску) |        |
| Виноградівка            | Т 1606 |
| Владичень               |        |
| Ренійський район        |        |
| Котловина               |        |
| Нагірне                 |        |
| Орлівка                 | E87М15 |